# Jan van Beekum
Jan van Beekum (Den Haag, 16 augustus 1918 – Dieren, 29 november 2001) was een Nederlandse componist en dirigent.

## Levensloop
Als elfjarige telg uit een klein arbeidersgezin speelde Jan van Beekum als klarinettist in verschillende plaatselijke harmonieorkesten mee. Naast zijn werk als typograaf in een drukkerij studeerde hij (gesteund door zijn wekgever) aan het Koninklijk Conservatorium in Den Haag in de vakken muziektheorie en piano. In 1945 sloot hij zijn studies met goed gevolg af.
Kort daarna verhuisde Van Beekum met zijn gezin naar Arnhem, waar hij een tijdlang als soloklarinettist bij Het Gelders Orkest (destijds de Arnhemse Orkest Vereniging) speelde. In Arnhem zette hij ondertussen ook zijn studie als dirigent voort en daarop volgde een drukke loopbaan. Hij schreef enkele pedagogische werken en veel studieboeken voor beginnende en gevorderde beoefenaars van blaasinstrumenten, gepubliceerd door Harmonia Muziekuitgeverij.
Naast het doceren van muzikale vorming op vijf scholen in het voortgezet onderwijs nam Van Beekum als dirigent de leiding van twee orkesten op zich. Ook zetelde hij regelmatig als jurylid bij de zangconcoursen van de VARA-TV en was ook muzikaal adviseur bij de Bond van Arbeiderszangverenigingen. Toch kon hij nog tijd vrijmaken om muziek te schrijven, zoals werken voor verschillende bezettingen, pedagogische werken en vooral harmonie- en fanfaremuziek.
In de jaren '80 richtte hij in samenwerking met de gemeente Rheden het Rhedens Senioren Orkest op en als dirigent hiervan schreef hij er een aantal nostalgische werken voor.
Jan van Beekum bleef tot ver na zijn pensioen muzikaal actief. Hij overleed op 83-jarige leeftijd in een verpleeghuis in het Gelderse Dieren.

## Composities

### Werken voor harmonie- en fanfareorkest
- A Country Dance Party, 1992

- Adspirantissimo, 1980

1. Adspirantenmars
2. Adspirantenwals
3. Adspirantentango
4. Adspirantenfoxtrot

- Bonnie’s Medley, 1985

- Blowing and Drumming
- Café Concert
- Drei Lustige Lieder voor koor met HaFa-orkest

1. Wiegende Welle
2. Beim Kronen wirt
3. Wunderschön das Wandern ist

- Fair Play, 1982

1. fluit
2. klarinet
3. C-, hobo, hoorn, trombone en bas
4. Esklarinet, saxofoon en hoorn
5. C-, Bes- en bas-blaasintrumenten

- Four Simple Miniatures
- Krontjong Rhapsody, 1981
- Lente Parade, 1979
- Music For a Ceremony, 1982

1. Trumpet Tune van Maurice Greene
2. Air van Johann Sebastian Bach
3. Marsch van Ludwig van Beethoven
4. Festive march from Joshua van Georg Friedrich Händel

- Rhapsodie Russe, 1980
- Solemn and Festive Music
- Sounds From Italy / Il Tre Tenori
- Spanish Impressions, 1989

1. Paso-Doble
2. Habanera
3. Spanish Waltz
4. Beguine

- Springtime dance, 1985
- The Dollar Princess
- The Old Timers Medley, 1981
- Three Old Dutch Marches
- Three funny songs for choir and brass band
- Trumpets in a Hurry, 1978
- Uncle Sam On Parade, 1989
- Yankee Melodies

### Arrangementen
- Deutsche Messe, Franz Schubert
- Drei Klassische Chore, C.W. von Gluck
- Drei Marsche, J.C. Bach
- Echo Carol
- Freu dich, Erd uns Sternenzelt
- Music by Candelight, G. Marie, 1988
- Ons is geboren; 6 kerkliederen
- Suite "Aus Dem Lustgarten", Hans Leo Hassler
- These Things Shall Be
- Two Traditional Marches, Purcell - Clarke, 1982
- Zwei Märsche, J.C. Bach, 1981

### Studieboeken voor houtblazers
- Intrada; speel-studieboek voor de beginnende klarinettist
- Divertimento; speel-studieboek voor de gevorderde klarinettist
- Virtuosa; speel-studieboek voor de vergevorderde klarinettist
- Upscale, Downscale; 36 etudes voor klarinet, gebaseerd op majeur- en mineurtoonladers en -akkoorden
- Poco A Poco; 113 korte technische etudes voor klarinet
- Big Ensemble Book for Clarinet
- Duets for Clarinet; 2 klarinetten
- Clarinet in duplicate; 2 klarinetten
- Old Masters Duets; 2 klarinetten
- Old Masters Trios; 3 klarinetten
- Première; driestemmige speelmethode voor beginnende klarinettisten in groepsverband
- Triphonia; driestemmige speelmethode voor gevorderde klarinettisten in groepsverband
- Ouverture 1; speel-studieboek voor de beginnende fluitist
- Ouverture 2; speel-studieboek voor de gevorderde fluitist
- Fabulous Flutes; 30 etudes voor fluit, gebaseerd op majeur- en mineurtoonladers en -akkoorden
- Con moto; 106 korte technische etudes voor fluit
- Saxologie 1; speel-studieboek voor de beginnende saxofonist
- Saxologie 2; speel-studieboek voor de gevorderde saxofonist
- Super Saxophones; 35 etudes voor saxofoon, gebaseerd op majeur- en mineurtoonladers en -akkoorden
- Animato; 107 korte technische etudes voor saxofoon
- Duets for Saxophone; alt- en tenorsaxofoon
- Schalmei 1; speel-studieboek voor de beginnende hoboist
- Schalmei 2; speel-studieboek voor de gevorderde hoboist
- Ornamental Oboes; 35 etudes voor fluit, gebaseerd op majeur- en mineurtoonladers en -akkoorden
- Piu Mosso; 107 korte technische etudes voor hobo
- Fagotterie 1; speel-studieboek voor de beginnende fagottist
- Fagotterie 2; speel-studieboek voor de gevorderde fagottist
- Blokfluitvaria 1; altblokfluit, 1976
- Blokfluitvaria 2; altblokfluit

### Studieboeken voor koperblazers
- Fanfare 1; speel-studieboek voor de beginnende koperblazer
- Fanfare 2; speel-studieboek voor de gevorderde koperblazer
- Bagatelles; duetten voor 2 trompetten of trompet met Es- of F-hoorn
- 6 Intraden; trompet
- Brilliant Brass; 39 etudes voor G-koperblazers, gebaseerd op majeur- en mineurtoonladers en -akkoorden
- Passage; 111 korte technische etudes voor koperblazers
- Duets for Trumpet; 2 trompetten
- Mars- en Fanfareduetten; 2 trompetten
- Brass in duplicate; trompet, cornet of bugel met euphonium of trombone, extra baritonpartij
- Prelude; speel-studieboek voor de beginnende schuiftrombonist, 1975
- Fondamento; speel-studieboek voor tuba, euphonium en ventieltrombone
- Kopertriptiek 1; driestemmige speelmethode voor koperblazers in groepsverband
- Kopertriptiek 2; driestemmige speelmethode voor koperblazers in groepsverband
- Brass in mini; 12 korte werken voor koperkwartetten in variabele bezetting

### Studieboeken voor ensembles
- Mini Trio's 1; voor 3 klarinetten, fluiten of hobo's
- Mini Trio's 2; voor 3 klarinetten, fluiten of hobo's, 1977
- Clarinetto; bekende en onbekende composities voor klarinet en piano
- Duets fuer Intermezzo; viool, hobo, dwarslfuit, piano
- Due Duetti; voor C- en Besinstrumenten (viool, fluit, altblokfluit, hobo, klarinet)
- Duets for Flute and Clarinet 1; ook voor hobo en viool, 1974
- Duets for Flute and Clarinet
- Trios 1; voor 2 viool- en 1 bassleutel (viool, fluit, altblokfluit, hobo of klarinet met cello of fagot)
- Trios 2; voor 2 viool- en 1 bassleutel (viool, fluit, altblokfluit, hobo of klarinet met cello of fagot)
- Duets for treble and bass 1; viool, fluit, hobo of klarinet met cello of fagot
- Duets for treble and bass 2; viool, fluit, hobo of klarinet met cello of fagot
- Con Amore: bekende en onbekende werken voor fluit, hobo of viool met piano, 1979
- Clarisaxo; duetten voor klarinetten en/of saxofoons, 1977
- Starke Töne; tenorsaxofoon en piano
- Hymne; kerkliederen voor trompet met piano of orgel met adlib zang
- Let sound the trumpet; bekende en onbekende geestelijke en wereldse werken voor trompet met piano of orgel
- Instrumental Duets; 2 gelijkgestemde (blaas)instrumenten
- Instrumental Trios; 3 gelijkgestemde (blaas)instrumenten
- Easy duets; 2 gelijkgestemde (blaas)instrumenten
- Two sonatinas; 3 gelijkgestemde (blaas)instrumenten

- 32 Kerstmelodieën

1. piano
2. trompet of klarinet
3. fluit
4. altsaxofoon
5. hobo

### Pedagogische werken
- Cantabile; liederenbundel voor het voortgezet onderwijs, 1973

- De Minstreel; liederenbundel voor het voortgezet onderwijs, 1967

## Trivia
Na het succesvol afronden van zijn conservatoriumopleiding koos Jan van Beekum een betrekking als Soloklarinettist bij de Arnhemse Orkestvereniging boven dat van Eerste Klarinettist bij het Haagse Residentie Orkest en verhuisde hij met zijn jonge gezin van Den Haag naar Arnhem.
De eerste jaren in Arnhem verliepen zeer sober voor het gezin Van Beekum. Jan kon wat bijverdienen in enkele jazzorkesten in de stad, maar durfde dit niet aan, uit vrees de klassieke toonbeheersing op zijn klarinet te verspelen. Zijn later geschreven studieboeken blijken echter gewaardeerd te zijn onder jazzmusici.
Begin jaren 1950 viel Van Beekum in als soloklarinettist bij het Residenieorkest voor een concert met als gastdirigent componist en tijdgenoot Leonard Bernstein. De toenmalige dirigent raakte onder de indruk van zijn bijdrage en complimenteerde Jan na afloop: "Goed zo, Beekkie".
Van Beekums favoriete componist en inspiratiebron voor zijn composities was Wolfgang Amadeus Mozart.